# Mariner (album)
Mariner – album szwedzkiego zespołu muzycznego Cult of Luna oraz amerykańskiej wokalistki Julie Christmas. Wydawnictwo ukazało się 8 kwietnia 2016 roku nakładem wytwórni muzycznej Indie Recordings. Nagrania zostały zarejestrowane w Tonteknik Recordings, Studio Hufvudstaden, Translator Audio oraz Loho Studios.

## Lista utworów
Opracowano na podstawie materiału źródłowego.
| Nr | Tytuł utworu               | Długość |
| -- | -------------------------- | ------- |
| 1. | „A Greater Call”           | 08:19   |
| 2. | „Chevron”                  | 08:54   |
| 3. | „The Wreck of S.S. Needle” | 09:34   |
| 4. | „Approaching Transition”   | 12:59   |
| 5. | „Cygnus”                   | 14:50   |
|    |                            | 54:36   |

## Twórcy
Opracowano na podstawie materiału źródłowego.
| Zespół Cult of Luna w składzie - Magnus Líndberg – perkusja, realizacja nagrań, miksowanie, mastering - Johannes Persson – gitara, śpiew - Andreas Johansson – gitara basowa - Thomas Hedlund – perkusja, instrumenty perkusyjne - Fredrik Kihlberg – gitara, śpiew - Kristian Karlsson – instrumenty klawiszowe, śpiew, realizacja nagrań oraz - Julie Christmas – śpiew |  | Inni - Andrew Schneider – produkcja muzyczna, inżynieria dźwięku - Erik Olofsson – oprawa graficzna |

## Listy sprzedaży
| Lista                   | Kraj       | Pozycja |
| ----------------------- | ---------- | ------- |
| Suomen virallinen lista | Finlandia  | 29      |
| Sverigetopplistan       | Szwecja    | 28      |
| Schweizer Hitparade     | Szwajcaria | 76      |